# Conorbiinae
Conorbiinae é uma subfamília de gastrópodes pertencente a família Conidae.

## Gêneros
- Gênero Benthofascis
- Gênero Conorbis